# Куаку, Кристиан
Кристиан Куаку (швед. Christian Kouakou; 20 апреля 1995, Сольна) — шведский футболист ивуарийского происхождения, нападающий клуба «Коджаэлиспор».

## Карьера

### Клубная
Воспитанник футбольной академии шведского АИКа. С шести лет выступает за различные юношеские команды клуба. В 2008 году проходил стажировку в школе английского «Ливерпуля». В октябре 2009 года 14-летние футболисты АИКа дошли до финала национальных соревнований в своей возрастной группе. В конце матча с «Васалундом» Куаку неудачно приземлился, ударился головой о землю и потерял сознание, после чего его отвезли прямо со стадиона в больницу. Врачи диагностировали сотрясение мозга. Оправившись от травмы, он вновь приступил к занятиям. В одном из первых матчей с «Юргорденом» Кристиан отправил в ворота соперника пять мячей, принеся своей команде победу 5:2, за что удостоился звания «Лучшего игрока академии». В награду за хорошую игру юный швед получил приглашение на обучение в голландский «Твенте».
В марте 2011 года тренерский штаб во главе с Андреасом Альмом перевёл Куаку в основу для подготовки к сезону. В одном из тренировочных матчей с финским «Мариехамном» он впервые сыграл во взрослой команде, в конце встречи появившись на поле вместо Адмира Чатовича. Дебют же в чемпионате Швеции пришёлся на матч с «Ефле» в середине июля. Кристиан на 88-й минуте заменил Ибрагима Бангуру, незадолго до этого установившего окончательный счёт.

### В сборных
C 2010 года вызывался в юношескую сборную Швецию, составленную из игроков 1995 года рождения. 6 августа он вместе с ещё сорока тремя юными футболистами был приглашён на тренировочный сбор шведской команды. В первом матче за сборную со сверстниками из Финляндии, состоявшемся 24 августа в Паргасе, Куаку забил мяч, сравняв счёт, но юные шведы в этой игре уступили 1:3. В остальных трёх встречах, сыгранных в 2010 году Швеция обыграла Финляндию и обменялась победами с норвежцами. Во всех играх Кристиан принимал участие, выходя в стартовом составе или на замену. В 2011 году юный форвард продолжил забивать за сборную. В мае он отличился в обоих выездных матчах против Уэльса, а также в двух домашних матчах со Словакией.

## Личная жизнь
Его дядя является лицензированным агентом ФИФА, среди клиентов которого Дидье Зокора.